# Dragon Quest Builders 2
Dragon Quest Builders 2 (jap.: ドラゴンクエストビルダーズ2 破壊神シドーとからっぽの島, Hepburn: Doragon Kuesuto Birudāzu 2 Hakai-shin Shidō to Karappo no Shima) ist ein Action-Rollenspiel-Sandbox-Videospiel, das von Square Enix und Omega Force entwickelt und von Square Enix für die PlayStation 4 (PS4) und Nintendo Switch (Switch) veröffentlicht wurde. Es ist der Nachfolger von Dragon Quest Builders. Bis August 2019 wurde das Spiel über eine Million Mal verkauft.

## Handlung
Dragon Quest Builders 2 findet einige Zeit nach den Ereignissen von Dragon Quest statt und dreht sich um eine Gruppe namens Children of Hargon, die sich für die Niederlage von Hargon und Malroth durch die Nachkommen von Erdrick rächen wollen, indem sie dafür sorgen, dass alle Baumeister eliminiert werden und niemand etwas erschaffen darf. Der Spielercharakter entkommt und landet auf der Insel des Erwachens, wo er eine Person namens Malroth trifft, die keine Erinnerung an seine Vergangenheit hat. Nach einem Streit verlässt Malroth die anderen und der Held muss ihm in einer apokalyptischen Welt nachstellen. Nach der Konfrontation mit Hargon muss der Held gegen die monströse wahre Form von Malroth kämpfen, aber die menschliche Seite von ihm widersteht und erlaubt dem Helden, ihn zu besiegen und zu retten.

## Spielprinzip
Dragon Quest Builders 2 ist ein Action-Rollenspiel-Sandbox-Spiel im Gegensatz zum typischen rundenbasierten Stil der Dragon-Quest-Reihe. Das Hack-and-Slash-Kampfsystem des Spiels verfügt über zwei Bewegungen: einen Standardangriff und einen „Spinning Slice“. Das Spiel bietet den Spielern die Möglichkeit, Materialien zu finden und sie zum Bau von Gebäuden und anderer Ausrüstung zu verwenden. Zu den neuen Funktionen, die es im Vorgängerspiel nicht gab, gehören eine Schnellreisefunktion, die auf einer Karte im Retrostil basiert, eine optionale Ego-Perspektive, die Erkundung von Unterwasserlandschaften und das Gleiten.
Im Gegensatz zum ersten Dragon Quest Builders können in diesem Spiel bis zu vier Spieler kooperativ über das Online-Spiel sowie drahtlos auf der Switch-Version spielen. Die Spieler können auch ihre Spieldaten zwischen kompatiblen Spielkonsolen übertragen und erhalten dafür einen besonderen Bonus. Die Spieler können die Welten anderer Spieler auch auf anderen Spielplattformen besuchen, sie aber nicht verändern. Sie können auch Fotos, die sie mit dem Fotomodus im Spiel gemacht haben, und Baupläne auf einem plattformübergreifenden schwarzen Brett teilen.

## Entwicklung
Aufgrund des Verkaufserfolgs von Dragon Quest Builders und des Wunsches der Spieler nach Funktionen, die zu umfangreich waren, um sie dem Spiel hinzuzufügen, beschloss Square Enix, eine Fortsetzung zu entwickeln. Eine Zeit lang waren sich die Entwickler nicht sicher, in welche Richtung die Fortsetzung gehen oder wie viel sie ändern sollte, aber Yuji Horii erinnerte sie daran, dass die Käufer der Fortsetzung das ursprüngliche Spiel mochten und enttäuscht wären, wenn es völlig anders wäre. Eine weitere Herausforderung bei der Entwicklung bestand darin, den Spielfiguren beizubringen, zu erkennen, was die Spieler taten und entsprechend zu reagieren.

## Rezeption
Dragon Quest Builders 2 wurde von der Fachpresse überwiegend positiv aufgenommen. Auf der Bewertungswebsite Metacritic hält die PS4-Version des Spiels – basierend auf 64 Bewertungen – einen Metascore von 86 von 100 möglichen Punkten, während die Switch-Version einen Metascore von 85, basierend auf 27 Bewertungen, hält.
Bis August 2019 wurden weltweit 1,1 Millionen Exemplare des Spiels verkauft.